# 被衣山蛭
被衣山蛭（学名：Erpobdella testacea）为石蛭科石蛭属的动物。分布于欧洲、亚洲以及中国大陆的黑龙江、吉林、辽宁、宁夏、河北、山西、山东、江苏、四川、云南等地，多见于流水中生活以及多出现在湖泊的浪击带。该物种的模式产地在欧洲。